# 劉祥 (南朝)
劉祥（？—？），字顯徵，東莞郡莒縣人。東晉尚書左僕射劉穆之曾孫，祖父為吳郡太守劉式之，父親則是太宰從事中郎劉敳。南朝宋、齊官員，因被指輕議國政、多次肆言貶損朝中高官等罪遭流放廣州，不得志而縱酒病死。

## 生平
劉祥早年入仕南朝宋，初任巴陵王劉休若的征西行參軍，後來轉任驃騎中軍二府，又曾任蕭道成幕下的的太尉東閣祭酒及驃騎主簿。蕭道成篡宋建齊後曾任武陵王蕭曅的冠軍府及征虜府功曹，更得蕭曅知遇。後轉任正員郎。齊武帝在位期間曾獲長沙王蕭晃板授為鎮軍諮議參軍。後又先後任鄱陽王蕭鏘的征虜諮議、豫章王蕭嶷的大司馬諮議及臨川王蕭映的驃騎從事中郎。
後來劉祥兄劉整在廣州刺史任內去世，劉祥那時就向其嫂討求劉整在廣州刺史任內所積的財資，事情傳回建康後遭到朝中大部分人非議；後來他與王融同車，王融是當時獲齊武帝親任之尚書僕射王奂之子，看見路人在趕驢子就說：「驢呀！你要好好幹呀，像你那樣的人才都做了令僕了。」更作了連珠十五首以抒發其不遇的心情。如此終令到他遭到齊武帝授意御史中丞任遐上奏彈劾，稱其「輕議乘輿，歷貶朝望，肆醜無避，縱言自若」，奏請將之免官收付廷尉。武帝更另寫信給獄中的劉祥，稱他最近「諠議朝廷，不避尊賤，肆口極辭，彰暴物聽」，亦直指其連珠詩「寄意悖慢，彌不可長」，明言將流放他，待他洗心革面才得回來。劉祥在獄中依各樣指控一一為自己辯護，但還是被流放到廣州，劉祥在那很不得志，遂終日飲酒，不久就病死了，時年三十九歲。

## 性格特徵
- 劉祥年輕時就愛好文學，不過他其性格傲慢放達，行為說話都放肆隨心，尤其不滿宋齊禪代之事，故此對捧上蕭道成並積極參與篡位的褚淵很有意見，曾經在看見他用腰扇擋太陽時在其身旁說：「做出這樣的事，都羞愧得不敢見人了，用扇遮也有何用？」褚淵稱其「寒士不遜」反擊，劉祥再說：「殺不了袁粲、劉秉，怎能不做個寒士呀。」後來又曾撰寫《宋書》，內容也有譏評蕭氏篡位，遭尚書令王儉秘密啓奏，當時齊武帝雖感不滿但沒有追究，然而最終還是獲罪被廢徙[4]。